# Gottfried Gruben
Gottfried Gruben (Genova, 21 giugno 1929 – Baviera, 24 novembre 2003) è stato un archeologo tedesco.

## Biografia
Studiò prima filologia classica e archeologia a Francoforte e poi, a partire dal 1951, architettura presso l'Università tecnica di Monaco. Nel 1960 completò un dottorato in architettura arcaica sul Diptero di Samo.
Nel 1966 fu assunto come professore di storia dell'architettura, teoria della progettazione e registrazione degli edifici all'Università tecnica di Monaco.
Il suo principale campo di ricerca era l'antica Grecia, in particolare le Cicladi e Samo. Il suo primo libro, pubblicato nel 1966, I templi dei Greci, è ancora oggi una delle opere più studiate sull'argomento.
Nel settembre 2003, rimase gravemente ferito in un crollo avvenuto durante i lavori di scavo in una zona archeologica dell'isola di Samo. L'infortunio fu la causa della sua morte, avvenuta qualche mese dopo.